# Wanda Klaffová

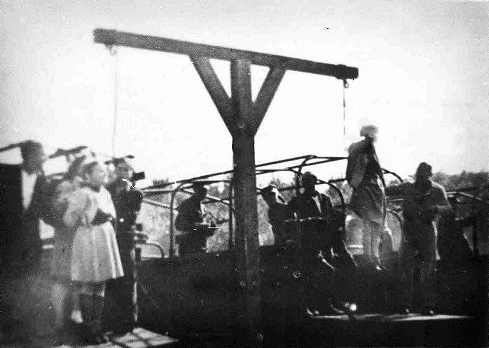
Poprava stráží koncentračního tábora Stutthof dne 4. července 1946. Wanda Klaffová vlevo. Elisabeth Beckerová vpravo

Wanda Klaffová (6. března 1922 Svobodné město Gdaňsk – 4. července 1946 Biskupia Górka; Gdaňsk) byla během druhé světové války dozorkyně v Koncentračním táboře Stutthof.

## Biografie
V roce 1938 opustila školu a pracovala v továrně na marmeládu. V roce 1942 se provdala za Willyho Klaffa a pracovala jako průvodčí v tramvaji. V roce 1944 se stala dozorkyní v táboře Praust a od října v táboře Russoschin (oba tábory byly pobočné tábory koncentračního tábora Stutthof). Počátkem roku 1945 z tábora uprchla.

## Poválečné období
V červnu 1945 byla zatčena v domě rodičů. Jelikož měla tyfus, byla zpočátku umístěna ve vězeňské nemocnici. Stanula před soudem s ostatními ženami SS a kápy a byla odsouzena k trestu smrti. Byla veřejně oběšena 4. července 1946 společně s Elisabeth Beckerovou, Gerdou Steinhoffovou, Ewou Paradiesovou a Jenny-Wandou Barkmannovou na kopci Biskupia Górka poblíž Gdańsku.